# Atlas (DC Comics)
Atlas è un personaggio immaginario pubblicato dalla DC Comics. Comparve per la prima volta in 1st Issue Special n. 1 (aprile 1975), e fu creato da Jack Kirby.

## Storia di pubblicazione
La prima comparsa del personaggio di Atlas precedente a Superman n. 677 avvenne in 1st Issue Special n. 1. James Robinson portò Atlas indietro in Superman n. 678. Secondo Robinson, Atlas salverà l'umanità. "Il modo in cui mi piace guardarlo è come accade nell'Universo Marvel: Namor è un eroe e si trova sulla linea sottile che divide l'eroe dal cattivo, ma riesce sempre a stare dal lato dell'eroe. Atlas, sta proprio sulla linea tra eroe e criminale, ma finisce sempre per finire sulla linea del criminale". Continuò a ripetere che Atlas sarebbe divenuto un personaggio principale nel mito di Superman andando avanti e che ci sarebbero stati nuove torsioni al personaggio.

## Biografia del personaggio

### Origini
La gente e la famiglia di Atlas furono uccise dai briganti di Hyssa il Re Lucertola. Atlas fu cresciuto da un saggio e misterioso viaggiatore di nome Chagra. A causa di un cristallo alieno portato da Atlas, Chagra teorizzò che lo stesso Atlas fosse uno dei membri del popolo della Montagna Cristallo. Chagra acconsentì ad aiutare Atlas a compiere la sua vendetta, ma solo se Atlas lo avesse condotto alla Montagna Cristallo. Atlas crebbe per divenire il protettore degli innocenti, ma una volta che il Re Hyssa fu sconfitto, la sua natura petulante e oscura passò in prima linea.

### Ritorno
Atlas ritornò in Superman n. 677 e le sue origini furono rinarrate nel n. 678 dove lo si vide salvare alcuni cittadini di Metropolis che lui stesso aveva messo in pericolo. Correntemente stava lavorando con un progetto segreto del governo che intendeva uccidere Superman. Atlas voleva sconfiggere Superman e prenderne il posto come campione di Metropolis, sulla strada per conquistare il mondo moderno. Combatté contro la Polizia Scientifica e lo stesso Superman.
Il ritorno di Atlas ed il combattimento contro Superman fu descritto come parte di un trucco destinato a testare il progetto 7734, un progetto governativo che utilizza la magia nello sforzo di uccidere Superman, dato che è vulnerabile alla magia. Atlas continuò il lavoro per il progetto.
Atlas fu successivamente rapito e sottoposto al lavaggio del cervello per combattere contro la Justice League da Lex Luthor.Dopo essere stato sconfitto dalla squadra, Atlas spiegò a Batman che, prima di tutto, non aveva idea di come catturarli.
Atlas riapparve più avanti come membro di supporto della Justice League contro il potente e malvagio Darkseid . Dopo essere stato ferito gravemente dal potente signore di Apokolips, Atlas scomparve per un paio di anni.
Ritornò successivamente in aiuto della Justice League contro l'inarrestabile mostro grigio Doomsday.

## Poteri e abilità
Il cristallo alieno brillante che lo stesso Atlas prese dalla Montagna Cristallo gli ha conferito un'incredibile forza fisica, una resistenza sovrumana e una totale immunità a qualunque tipo di malattia e la capacità di sopravvivere senza dover soddisfare i normali bisogni fisiologici di un essere umano, come respirare, nutrirsi e dormire. Grazie al cristallo, Atlas è costantemente pieno di energia e non sente la fatica.
Tra le sue prove di resistenza più famose c'è quella contro Superboy dove resiste a tutti i tentativi del mezzo "kryptoniano" di fermarlo, distruggendo mezza Dakota e resistendo, tra le altre cose, oltre che alla potenza di Superboy, anche a scariche di migliaia di volt, proiettili anticarro, una palla da demolizione da una tonnellata, il crollo sulla testa di un intero edificio e all'impatto con un'autocisterna carica di benzina senza farsi un graffio.

## Altre versioni
- Un personaggio che somiglia ad Atlas comparve in Kingdom Come n. 2 (maggio 1996). Questa versione, fu inclusa anche nelle carte di Kingdom Come, dove fu sottoscritto come "leggendaria figura semidivina".
- In All Star Superman di Grant Morrison, comparve una versione di Atlas nel n. 3. Questo Atlas si basa molto di più sulla mitologica figura di Atlante, e compete con Superman e Sansone per "vincere" Lois Lane.
- Un robot di nome Atlas con uno schema a colori simile alla sua controparte dei fumetti comparve nella serie animata Teen Titans, nell'episodio "Oltre il limite" della seconda stagione.